# Jean Frémon
Jean Frémon (* 1946 in Paris) ist ein französischer Schriftsteller, Galerist und Kunsthändler.

## Biographie
Seit 1969 veröffentlicht er Romane, Gedichte und Schriften zu Kunst und Künstlern. Er leitet die Galerie Lelong in Paris und New York, wo er Ausstellungen mit Henry Moore, Robert Ryman, Louise Bourgeois, Donald Judd, Konrad Klapheck, Richard Serra, Pierre Alechinsky, Barry Flanagan, Antonio Saura, Jan Dibbets, Arnulf Rainer, Sean Scully, Ana Mendieta, Wolfgang Laib, Günther Förg, Nancy Spero, Rebecca Horn, David Hockney, Kiki Smith, Nalini Malani, Jannis Kounellis, David Nash, Jaume Plensa, Barthélémy Toguo und Etel Adnan organisierte.
Er übersetzte die Bücher von David Sylvester über Francis Bacon und Alberto Giacometti ins Französische.

## Werke (Auswahl)
- Le Miroir, les alouettes, Seuil, 1969
- L’Origine des légendes, Seuil, 1972
- Discours de la fatigue, Fata Morgana, 1972
- Ce qui n’a pas de visage, Flammarion, 1976
- L’Envers, Maeght, 1978
- Le Jardin botanique, POL, 1988
- Le Singe mendiant, POL, 1991
- L’Ile des morts, POL, 1994

- La Vraie nature des ombres, POL, 2000
- Gloire des formes, POL, 2005
- Louise Bourgeois Femme Maison, L’Echoppe, 2008
- Louise Bourgeois : Moi Eugénie Grandet, Gallimard, 2010
- Rue du Regard, POL, 2012
- La vie posthume de RW, Fata Morgana, 2012
- L’Effet Wittgenstein, Fata Morgana, 2016
- Calme toi, Lison, POL, 2016
- David Hockney à l’atelier, L’Echoppe, 2017
- Paradoxes de Robert Ryman, L’Echoppe, 2018
- Kounellis, homme ancien, artiste moderne, L’Echoppe, 2019
- Les Elus et les damnés, Fata Morgana, 2019
- Le Miroir magique, POL, 2020
- David Hockney en Pays d’Auge, L’Echoppe, 2020
- L'Eloquence de la ligne, entretien avec Saul Steinberg, L’Echoppe, 2022
- La Blancheur de la baleine, POL, 2023
- Probité de l'image,  l'Atelier contemporain, 2024

### Ins Deutsche übersetzte Werke
- Die Kehrseite, edition M, 1982
- Selbstporträt, in Antoni Tapies, Galerie Marika Marghescu, 1983
- Gleichung, edition M, 1988
- Loslassen, TM verlag, 1989
- Wellen, edition M, 1991
- Das Auge der Seele, in Nicola De Maria, Galerie Marika Marghescu, 1992
- Die ungewisse Absicht der Malerei, in Tapies/Rainer, Sammlung Essl, 2005
- Eine Flamme für Günther Förg, Snoek verlag, 2005
- Louise Bourgeois : Moi Eugénie Grandet, Piet Meyer verlag, 2012
- R. W. s Nachleben, Lettre International 125, 2019
- Geburt, Lettre International 139, 2022